# Niederer Weißzint
Der Niedere Weißzint ist ein Berg im Südtiroler Teil der Zillertaler Alpen. Der verhältnismäßig selten besuchte Gipfel präsentiert sich als ausgeprägte Felsschneide, deren höchster Punkt auf 3263 m Höhe liegt (nach andere Angaben auch 3264 und 3271 m).

## Lage und Umgebung

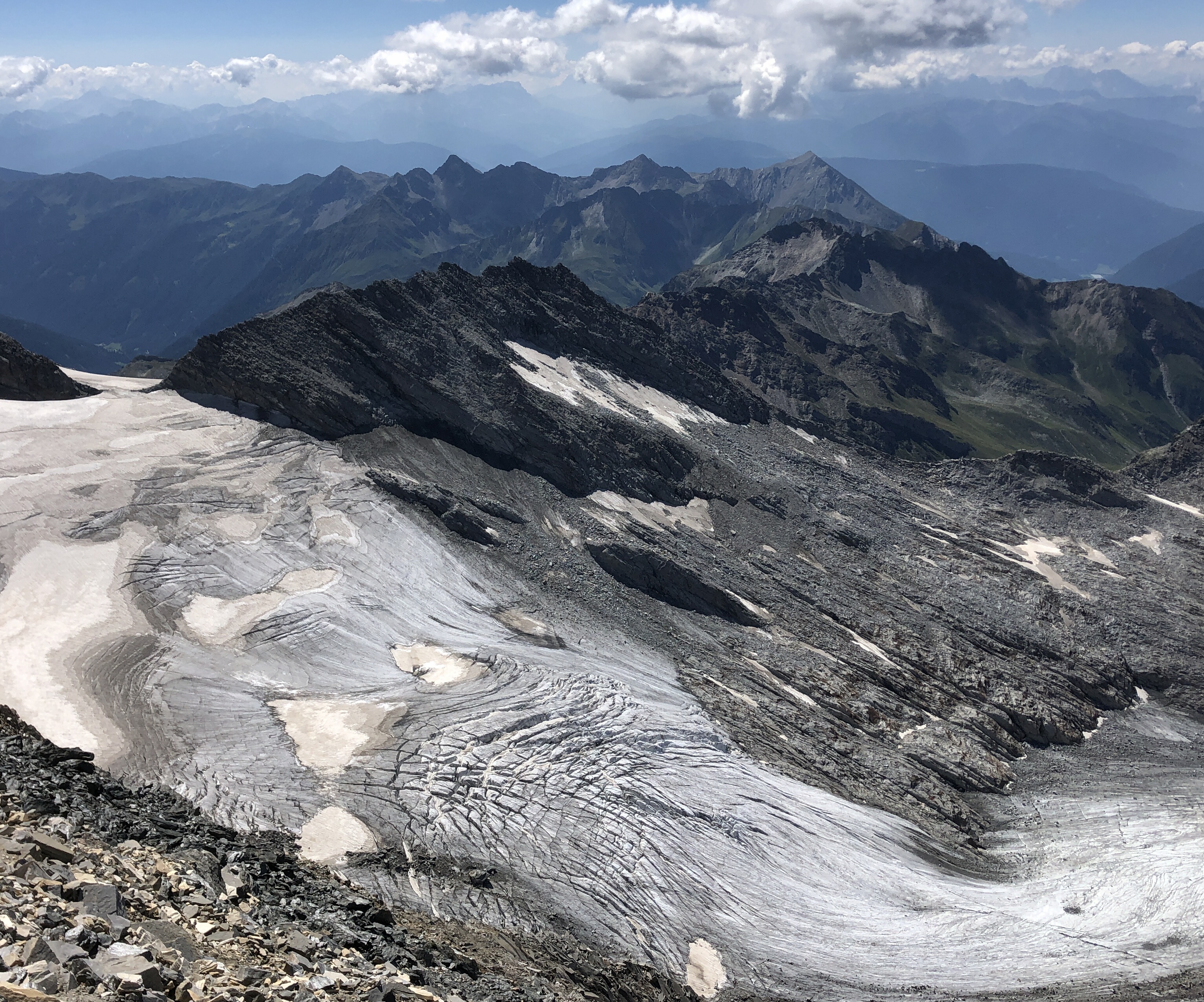
Niederer Weißzint (mittig) mit Oberer Weißzintscharte (links) und Unterer Weißzintscharte (rechts, Übergang Edelrauthütte - Hochfeilerhütte), vorn der Gliderferner

Der Niedere Weißzint erhebt sich im Südwestgrat des Hohen Weißzints (3371 m), eines Gipfels im Zillertaler Hauptkamm bzw. Alpenhauptkamm, von dem er durch die Obere Weißzintscharte (3183 m) getrennt ist. Je nach Betrachtungsweise wird der Niedere Weißzint dem Hauptkamm als vorgelagerter Gipfel zugerechnet oder er gilt als erster und gleichzeitig höchster Berg der von hier in westliche und südliche Richtung strebenden Pfunderer Berge. Gegen Süden fällt das Gelände zum Eisbruggjoch (2545 m) ab, hinter dem an der Napfspitze der Grubbachkamm seinen Anfang nimmt, gegen Westen löst ich hinter der Unteren Weißzintscharte (2974 m) der Kreuzspitzkamm.
Nordseitig erstreckt sich im Hochkar zwischen Niederem und Hohem Weißzint sowie dem Hochfeiler der ausgedehnte Gliederferner, nordöstlich befinden sich die Reste des wesentlich kleineren Weißzintferners.
Administrativ treffen am Niederen Weißzint die Gemeinden Mühlwald, Pfitsch und Vintl aufeinander.

## Alpinismus
Der Niedere Weißzint steht im Schatten seiner höheren Nachbarn im Hauptkamm und wird dementsprechend verhältnismäßig selten besucht, meist in Verbindung mit dem Hohen Weißzint. Als Stützpunkte dienen dabei die Edelrauthütte im Süden und die Hochfeilerhütte im Westen.